# آمال ماهر
آمال ماهر (19 فبراير 1985 -)، مغنية مصرية من مواليد القاهرة، بدأت الغناء وعمرها ثلاثة عشر سنة عام 1998، منذ ظهورها الأول تركت انطباعا هائلاً لدى متذوقي الغناء في مصر والعالم العربي، وأصبحت القاسم المشترك في الاحتفالات والمناسبات الوطنية الهامة والتي يحضرها كبار الشخصيات السياسية والرسمية بالدولة. تمتلك صوتاً استثنائياً يؤدي جميع المقامات استحقت به لقب «ملكة الغناء». اكتشفها أستاذ الموسيقى محمد المليجي الذي انتبه لموهبتها الكبيرة بعد أن شاهدها في إحدى الحفلات الخاصة بالمدرسة، ومن هنا كانت بدايتها. تركت آمال الدراسة والتحقت بمعهد الموسيقى العربية، وفي نقابة المهن الموسيقية سمعها الأستاذ صلاح عرام والذي تدين له بالفضل في أنه الشخص الذي تعرفت ووصلت عن طريقه للموسيقار الكبير عمار الشريعي الذي كانت من خلاله انطلاقتها بمسلسل أم كلثوم. أطلقت ألبومها الأول اسألني أنا عام 2006 بيد أن انطلاقتها الحقيقية لعالم النجومية كانت عام 2011 مع إصدار ألبومها الثاني أعرف منين والذي لاقى نجاحا مذهلاً وضعها في صفوف النجوم الكبار في العالم العربي. تزوجت من الملحن محمد ضياء الدين لكن زواجها لم يستمر أكثر من عام أنجبا خلاله ابنهما عمر.

## الحياة الشخصية
في عام 2017 ارتبط اسم آمال بالمستشار في الديوان الملكي السعودي ورئيس هيئة الرياضة تركي آل الشيخ انتشر ذلك في وسائل الإعلام المختلفة وأُشيع بزواجهما ووجود خلافات بينهما بعد أن تقدمت آمال بشكوى للشرطة تتهم فيه تركي آل الشيخ بالتعدي عليها، إلا أن آمال لم تصرح بذلك علانية بل ظهرت تصريحات تنفي ذلك. وفي عام 2018 عادت من جديد لتطفو على السطح أخبار الخلافات بينهما حيث ذكرت آمال على صفحتها الرسمية على «فيسبوك» أن حسابها على «تويتر» تم اختراقه وأنها تتعرض وأسرتها لضغوطات وانتشرت إشاعات بمنع إذاعة أغاني وكليبات آمال على القنوات التلفزيونية وشبكات الإذاعة، كما قامت قوات الأمن بإغلاق «استوديو» التسجيل الخاص بها.
في يناير 2019 تم الصلح بينهما ونظم لها حفل إطلاق ألبومها «أصل الإحساس» في مسرح المنارة في التجمع الخامس كهدية صلح.

## الحياة الفنية

### 1985–05: البداية
بعد سماع الناس لهذه الموهبة كانت انطلاقتها للعالم وتحديداً عام 2000 وهي في الخامسة عشر من عمرها، بدأت بترديد أغاني أم كلثوم، ولاقت تشجيعاً ورعاية من الموسيقار عمار الشريعي الذي تعتبره الأب الروحي لها فغنت له بعض ألحانه الرائعة، ولعل أغنية سكن الليل تروي خلاصة هذا التعاون. أصبحت آمال ضيفة هامة في حفلات الأوبرا، ومهرجانات الموسيقى العربية بأغانيها لمطربين ومطربات عظام بحجم أم كلثوم، ونجاة الصغيرة، وعبد الحليم حافظ وغيرهم، وأغانيها التراثية في المناسبات والاحتفالات الوطنية. لاقت دعم ورعاية لا محدود، بدأت آمال بالخروج من عباءة الأغاني الكلاسيكية عام 2006 بإصدارها أول ألبوم غنائي لها وهو اسألني أنا.

### 2006–10: اسألني أنا
في عام 2006 أصدرت آمال ألبومها الأول بعنوان «اسالني أنا» إنتاج شركة عالم الفن وصورت منه أغنية وحيدة هي «إيه بينك وبينها»، كما صورت أغاني منفردة هي كليب «أنا بعدك»، وكليب بعنوان «نبض الشوارع» والذي لم ير النور لاحتوائه على إيحاءات سياسية. كما أصدرت أغنية وطنية بعنوان «يا مصر» وأخرى باسم (احترامي للحرامي) تحدثت عن الفساد الإداري المنتشر في البلدان العربية، ولها أغاني دينية مثل «بحمد الله» و«يا رب» و«يا رب ارحمني». ومن المعروف أن محمد ضياء الدين كان أحد الملحنين لألبومها الأول من إنتاج عالم الفن. حققت آمال نجاحات مدوية في عام 2009 من خلال حضورها المذهل في أهم المهرجانات.

### 2011–12: أعرف منين
في عام 2010 أعلنت آمال أن ألبومها الثاني والذي يحمل اسم «أعرف منين» وتنتجه شركة عالم الفن سيظهر للنور في موسم عيد الفطر، لكنها قررت تأجيله ليزامن الاحتفال برأس السنة عام 2011، إلا أن أحداث تفجير كنيسة القديسين أدت إلى تأجيل صدور الألبوم للمرة الثانية لمنتصف شهر يناير 2011، الوقت الذي تنطلق فيه ثورة 25 يناير الشهيرة ليتم تأجيل صدور الألبوم لأجل غير مسمى، حتى تم الإعلان أن الألبوم سيصدر في موسم عيد الفطر للعام 2011، إلا أنه تم تأجيله للمرة الرابعة، حيث صرحت آمال أن استقرار مصر أهم من إصدار الألبوم. وفي سبتمبر 2011 تقرر أخيراً صدور الألبوم رسمياً، والذي لاقى نجاحاً مذهلاً، نافس ألبومات نجوم من العيار الثقيل كعمرو دياب، حتى أعربت آمال عن سعادتها كثيراً لذلك. صورت آمال منه أغنية «رايح بيا فين» للمخرج شريف صبري بتركيا أظهرها فيه كعارضة أزياء، ظهر الكليب بشكل جديد ومبهر الأمر الذي ساهم كثيراً في زيادة انتشار الألبوم ونجاحه. قامت آمال ماهر بكثير من الحفلات الخيرية شملت الوطن العربي، أوروبا، وأمريكا الشمالية لصالح أُسر شهداء ثورة 25 يناير ومصابيها، ومرضى السرطان.

### 2014–15: ولاد النهار ده
في عام 2013 أعلنت آمال أن ألبومها الثالث والذي تنتجه شركة عالم الفن سيظهر للنور في رأس السنة عام 2014 لكن الظروف السياسية في مصر والوطن العربي أدت إلى تأجيل الألبوم لتعلن آمال في منتصف عام 2014 أن الألبوم سيتم طرحه في موسم عيد الفطر وسيحمل اسم «سكة السلامة» وفي نهاية العام 2014 أعلنت تغيير اسم الألبوم إلى «أيام ما تتعوضش» وبعد عدة تأجيلات تم إطلاقه رسمياً تحت اسم «ولاد النهار ده» بعدما تم تغيير اسم الألبوم للمرة الثالثة، يذكر أن آمال أطلقت عدة أغاني قبل طرح الألبوم منها «ولاد النهار ده» بحفلها في برنامج «ستار أكاديمي» لعام 2014 وأغنية «الكلام عن ذكرياتنا» كأغنية دعائية لفيلم ريجاتا وتمهيداً لصدور الألبوم أطلقت أغنية «بحبك» قبل صدور الألبوم رسمياً في أبريل عام 2015 م.

### 2018-2019
في العاشر من يناير 2019 أطلقت ألبوم «أصل الإحساس» بعد غياب أربع سنوات وبعد تأجيله لأكثر من مرة، وطرحت قبلها أربعة أغاني من الألبوم وهم «بداية بدايتك» و«يا ما عز عليا بعادك» و«ادينى فرصة» و«قالوا بالكتير».وتضمن ستة عشر أغنية تعاونت فيها مع عدد كبير من الشعراء والملحنين والموزعين أبرزهم، تركي آل الشيخ، أمير طعيمة، خالد تاج الدين، عمرو مصطفى، مدين، تامر علي، خالد عز.

### اعتزالها الفن
في يونيو 2021 أعلنت اعتزالها الفن لظروف لم تكشف عنها قائلة: 

وفي يونيو 2022 حذفت جميع أغانيها على المنصات الموسيقية نشرت بعض الصحف أخبار مفادها عن احتجاز آمال لدى جهة أمنية وتعرضها للتعذيب مشيرين إلى تركي آل الشيخ زوجها السابق بسبب الخلافات وانفصالهما أطلت بعدها بفترة وجيزة من خلال فيديو نشر عبر موقع جريدة اليوم السابع المصرية قائلةً 
لتحيي حفلاً غنائياً في مدينة العلمين في يوليو 2022 كأول حفل لها بعد العودة

### العودة بأنا كويسة
في سبتمبر 2023 عادت إلى الساحة الغنائية بألبوم حمل عنوان "أنا كويسة" الذي تضمن خمسة أغاني هي"أنا الحب"، و"الحكاية في مشهدين"، و"كسبتوا الرهان"، و"صاحبة عمري"، و"أنا كويسة" حيث صورت "أنا كويسة "على طريقة الفيديوكليب لكن حذفت أغنيات الألبوم على بعض المنصات الموسيقية لأسباب لم تعرف

## الألبومات
| الألبوم       | العام | المنتج    | عدد الأغاني                                                 |
| ------------- | ----- | --------- | ----------------------------------------------------------- |
| في غير الزمان | 2002  | ليلة      | أغنيتين خليجيتين هما "قسوة"، و"في غير الزمان"               |
| اسألني أنا    | 2006  | عالم الفن | 10 أغاني صورت منه أغنية "ايه بينك وبينها"                   |
| أعرف منين     | 2011  | عالم الفن | 11 أغنية صورت منه أغنية "رايح بيا فين"                      |
| ولاد النهارده | 2015  | عالم الفن | 10 أغاني صورت منه أغنية "سكة السلامة" وأغنية "أيام متتعوضش" |
| أصل الإحساس   | 2019  | فيولين    | 16 أغنية                                                    |
| أنا كويسة     | 2023  | كليفر     | 5 أغاني                                                     |

## الكليبات
| الأغنية                                  | الألبوم       | المخرج          |
| ---------------------------------------- | ------------- | --------------- |
| ايه بينك وبينها                          | اسألني أنا    | طارق العريان    |
| أنا بعدك                                 | أغنية منفردة  | سعيد الماروق    |
| يامصر                                    | أغنية منفردة  | أحمد المهدي     |
| رايح بيا فين                             | أعرف منين     | شريف صبري       |
| سكة السلامة                              | ولاد النهارده | محمد سامي       |
| أيام متتعوضش                             | ولاد النهارده | محمد سامي       |
| لو كان بخاطري بمشاركة الفنام راشد الماجد | أغنية منفردة  | بسام الترك      |
| اعترف بمشاركة الفنان ماجد المهندس        | أغنية منفردة  | عمر فاروق ساراك |
| ما تسبنيش                                | أغنية منفردة  | نهاد أودباشي    |
| أنا كويسة                                | أنا كويسة     | أحمد كان تكين   |

### رايح بيا فين
هي الأغنية المصورة من ألبوم أعرف منين، الكليب أخرجه شريف صبري بطريقة جديدة ظهرت به آمال عارضة أزياء «موديل»، ليرى الجمهور العربي آمال بشكل مبهر رسخ وجودها بين النجمات المعاصرات.

## الحفلات
عام 2000 ومع الظهور الأول لآمال أمام الجمهور في قاعات الاحتفالات ودار الأوبرا ظهر جلياً ثقة آمال وقدرتها مع سنها الصغير على الوقوف أمام حشد من الجمهور يحتوي على شخصيات سياسية مصرية بارزة، ظهر لصناع الموسيقى في العالم العربي بزوع نجم مطربة من الطراز النادر. أحيت آمال خلال تلك الفترة العديد من الحفلات.
عام 2009 أحيت آمال الحفل الافتتاحي لمهرجان بيت الدين بلبنان أمام حشد يتقدمه رئيس الجمهورية اللبنانية العماد ميشال سليمان والعديد من الوزراء والنواب والشخصيات الهامة، أتحفت الحضور بالعديد من أغاني أم كلثوم، زحام في الحضور كان شديد لم تستطع كل الساحات والشوارع والمحال المحيطة استيعابه.
عام 2010 افتتحت آمال مهرجان هولندا للفنون في العاصمة الهولندية أمستردام على مسرح «كاريه الملكي» والذي يعد من أفخم القاعات الفنية في هولندا، لاقى الحفل اهتمام الهولنديون والجاليات العربية بشكل كبير، تجسد ذلك بامتلاء حديقة «أوستر بارك» خارج القاعة والتي نقلتها ببث حي، نفذت بطاقات الحفل قبل أسابيع من تاريخ الحفل، أدت آمال مجوعة رائعة من أغاني أم كلثوم انبهر بها الحضور وتجاوب معها بشكل رائع.
عام 2012 وفي أول نوفمبر كان الجمهور المصري على موعد جديد مع آمال لكن ليس على مسرح الأوبرا كالعادة، حيث أعلن المكتب الإعلامي لآمال أنها ولأول مرة ستحيي حفل علي مسرح «قاعة النهر» في ساقية الصاوي، أدت مجموعة من أشهر أغانيها إضافة إلى أغاني لأم كلثوم، وعبد الحليم حافظ.

## أغاني الأفلام والمسلسلات
- (2005): أغنية أنا باعشق الغنا فيلم الحياة منتهى اللذة.
- (2006): أغنية ياعيني عليكي يا طيبة فيلم خيانة مشروعة.
- (2006): تتر مسلسل أولاد الشوارع.
- (2007): تتر مسلسل قضية رأي عام.
- (2007): تتر مسلسل عمارة يعقوبيان.
- (2008): تتر مسلسل في أيد أمينة.
- (2013): تتر مسلسل الداعية.
- (2015): أغنية الكلام عن ذكرياتنا فيلم ريجاتا، وصدرت الأغنية ضمن ألبوم «ولاد النهارده».
- (2020): تتر مسلسل ليه لأ أغنية اللي قادرة

## الأغاني المنفردة
- أنت أغلي من حياتي.
- الحيرة.
- سكن الليل.
- مكانك.
- احترامي للحرامي.
- للزين سر مع عبد المجيد عبد الله.

## الجوائز
- جائزة موريكس دور كأفضل مطربة عربية عام 2010 عن ألبوم اسألني أنا.[16]
- جائزة دير جيست كأفضل مطربة صاعدة عام 2012 عن ألبوم أعرف منين.[17]
- جائزة دير جيست كأفضل ألبوم غنائي عام 2012 عن ألبوم أعرف منين.[18]
- ترشيح وورلد ميوزيك اوورد كأثر ألبوم غنائي مبيعات عام 2012 عن ألبوم أعرف منين.[19]